# Scotinella pelvicolens
Scotinella pelvicolens is een spinnensoort uit de familie van de Phrurolithidae.
De wetenschappelijke naam van de soort werd in 1930 als Phruronellus pelvicolens gepubliceerd door Ralph Vary Chamberlin & Willis John Gertsch.